# Nicaragua
Nicaragua, hivatalos nevén: Nicaraguai Köztársaság (spanyolul: República de Nicaragua) a közép-amerikai kontinenshíd legnagyobb területű országa Mexikó után. Területének nagy részét a Kordillerák vulkanikus láncai uralják. A szárazföldön északon Honduras, délen Costa Rica határolja.
A Csendes-óceán partvidéke keskeny, a Karib-tengert övező pedig széles, mocsaras síkság. Élővilága rendkívül gazdag és sokszínű, köszönhetően változatos földrajzának és éghajlatának. Trópusi esőerdők, hegyvidékek, tavak, mocsarak és a tengerparti területek adnak otthont több ezer fajnak. Az ország déli részén a Nicaragua-tó hatalmas vízfelülete terpeszkedik. Nicaraguában található a világ egyetlen tava, amelyben tengeri cápák élnek. 
A gazdasága az egyik legszegényebb a kontinensen és továbbra is főként a mezőgazdaságon alapul. A legfontosabb exportcikkek a kávé, a dohány, a cukornád és a banán. Az idegenforgalom növekszik, különösen a természetjárásra és a szörfözésre vágyók körében. 
Az egykori spanyol gyarmat 1821-ben nyerte el a függetlenségét. A 20. században polgárháborúk, forradalmak és amerikai beavatkozások formálták. Az 1979-es Sandinista forradalmat követően hosszú ideig tartó politikai és társadalmi változások következtek be. Az ország többek között az ENSZ, az ALBA, a Latin-amerikai és Karibi Államok Közössége, az El nem kötelezett országok, a Világbank és a WTO tagja.

## Neve
Az ország neve egyes szerzők szerint egy 16. századi Nicarao nevű őslakos törzsfőnök emlékét őrzi.

## Földrajz

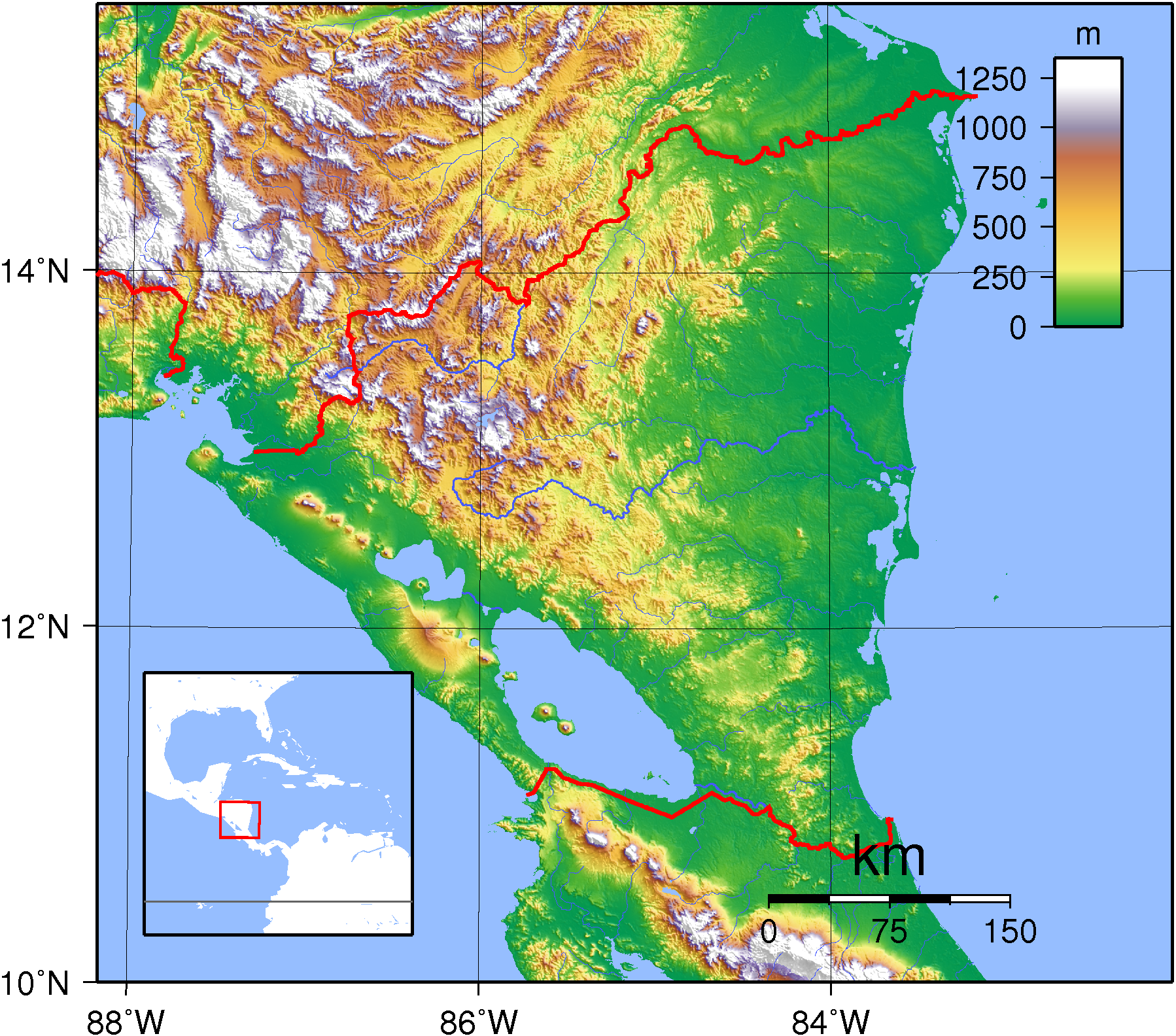
Nicaragua domborzati térképe
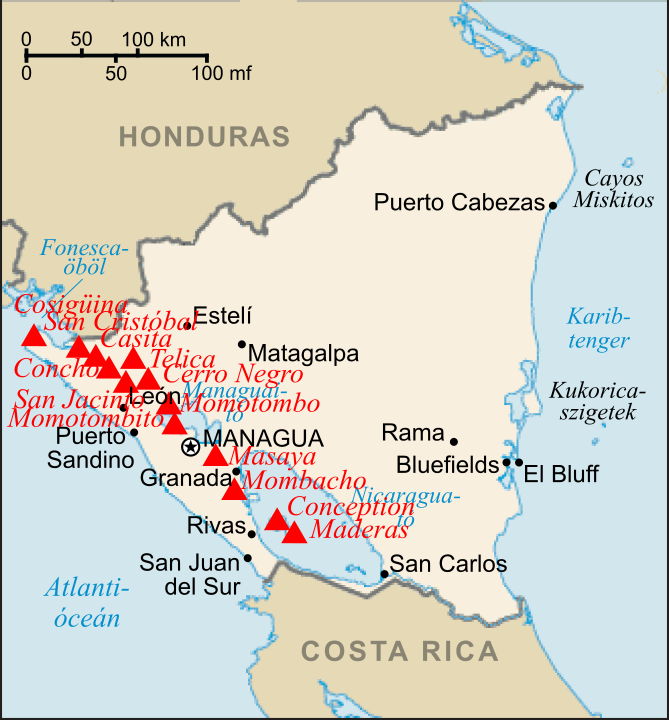
Nicaragua vulkánjai
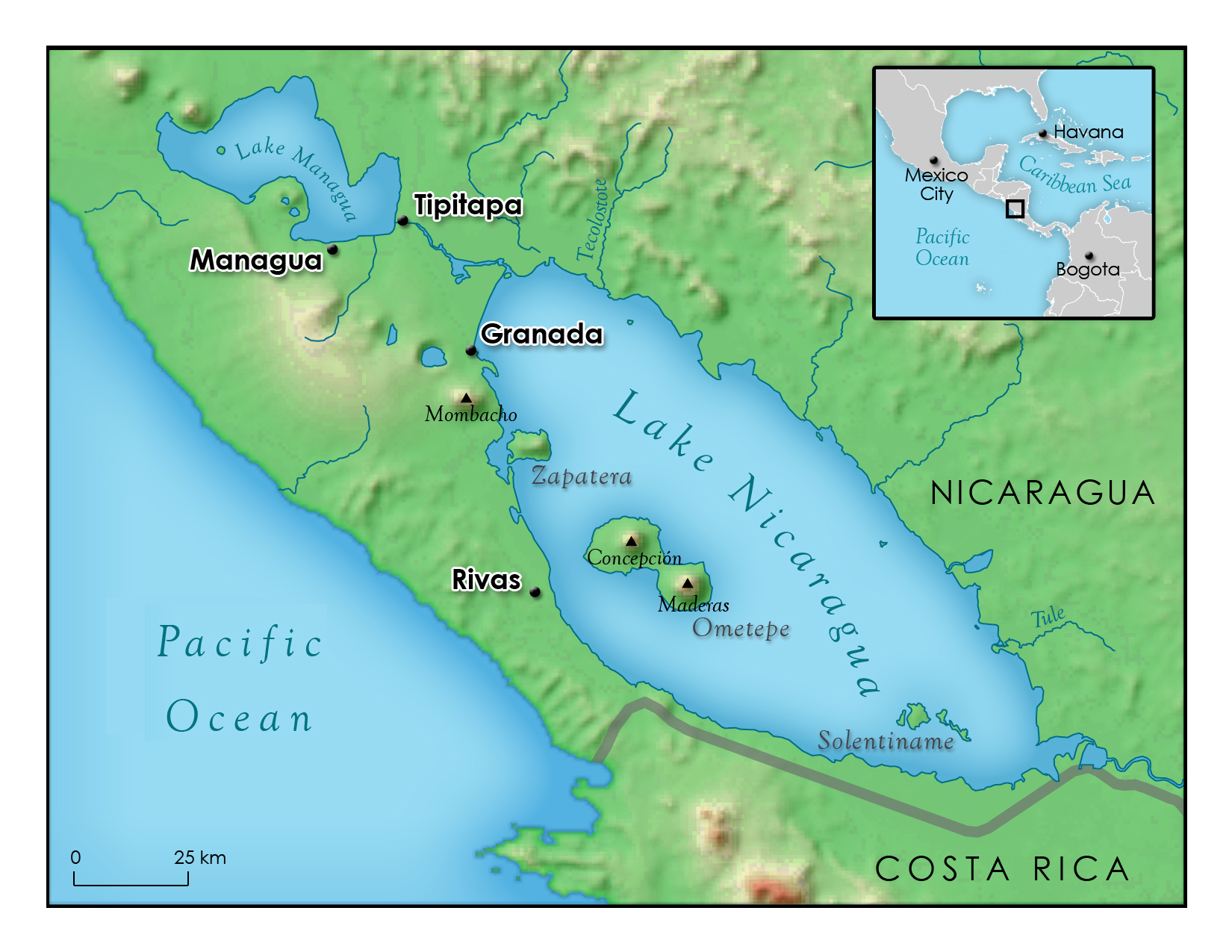
Nicaragua tavai
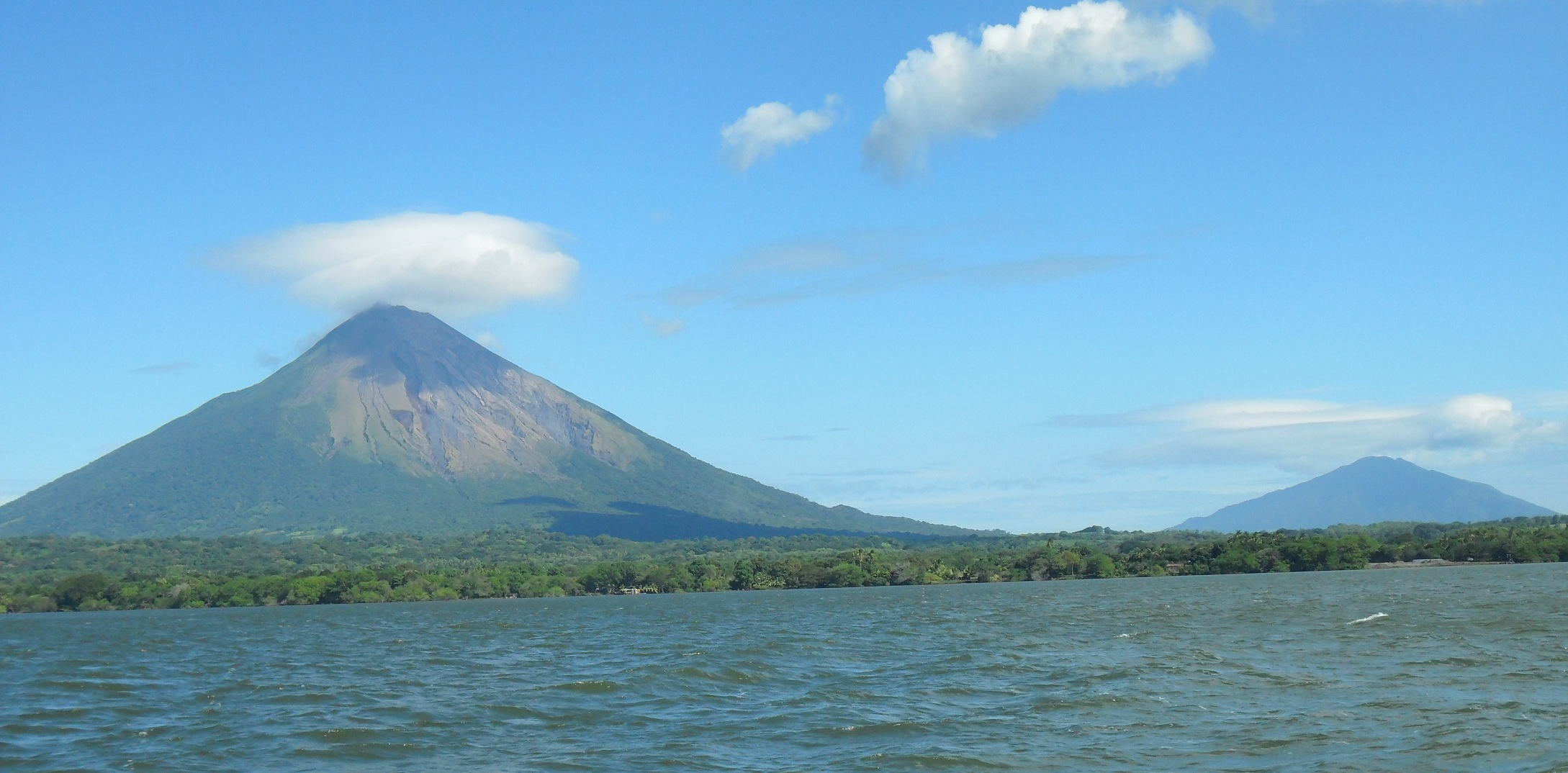
Ometepe szigete a Nicaragua-tóban

Az ország középső része hegyvidék, része a Közép-Amerikán végighúzódó vulkanikus eredetű hegyláncnak. A parti síkság a Csendes-óceán partján keskenyebb, mint az Atlanti-óceán partján. A két partvidék jellege erősen különbözik.

### Domborzat
Három nagy tájra oszlik az ország. E tájak földrajzi környezete, állat és növényvilága, gazdálkodása különbözik.
- A Csendes-óceán partján elterülő síkság a Fonseca-öböltől délre a Nicaragua-tóig húzódik. Elszórtan vulkáni hegyek emelkednek ki belőle. Ilyen a Mombacho-hegy Granada város szélén és a Momotombo-vulkán León közelében. Meleg és termékeny vidék, az ország lakosságának több mint fele itt él. Itt található a főváros, Managua, az 1524-ben alapított Granada, amely az első város volt Spanyol-Amerikában, és León. E városokban számos emléke maradt a spanyol gyarmati múltnak. Az óceán partját strandok és üdülőtelepek kísérik.
- A partvidéknél hűvösebb éghajlatú központi hegyvidéken található az ország mezőgazdaságilag művelt területének mintegy negyede. A magasabb lejtőkön kávét is termesztenek. Északi részén az Isabella-hegység (Cordillera Isabella), az ország közepén a Chontalenao-hegység húzódik.[5] Legmagasabb pontja a Pico Mogotón a hondurasi határon, 2107 méterrel.
- Az Atlanti-óceán partján elterülő széles síkság Amazóniától északra a legnagyobb, trópusi esőerdőkkel fedett terület. Nagyon ritkán lakott vidék. Moszkitó-partnak is nevezik. A parton lagúnák alakultak ki. E tájon kanyarog Közép-Amerika leghosszabb folyója, a Río Coco, ami határt alkot Honduras és Nicaragua között. Torkolatánál található az ország szárazföldi részének legkeletebbi pontja, a Gracias a Dios-fok.[6] A Karib-térség legnagyobb városa Bluefields, amely lakói közül sokan a spanyol mellett angolul is beszélnek. A város sokkal inkább hasonlít egy karibi kikötőhöz, mint Nicaragua más részeihez.

Nicaragua legmagasabb pontja a 2106 m magas Mogotón a hondurasi határon.

### Vízrajz
Az ország területén két nagy tavat: (Nicaragua-tó és a Managua-tó) találhatunk. Az Apoyo-tó vulkáni kráterben alakult ki. A karibi partvidéken lagúnák kísérik a tengerpartot. Közép-Amerika leghosszabb folyója a Karib-tengerbe ömlő Río Coco. Ez kb. 750 km hosszú és 475 km hosszan folyik végig a hondurasi határ mentén.
A Nicaragua-tó lefolyása a Río San Juan, azaz a Szent János-folyó, ami egyben az ország legjelentősebb folyója is.

### Éghajlat
Akárcsak a többi közép-amerikai országban, Nicaragua nyugati felén két évszak létezik: a száraz és az esős évszak. A száraz évszakban (január-június) gyakorlatilag nincs eső, a fák és a növények kiszáradni kezdenek. Amikor június, július körül jön az eső, minden növekedésnek indul, az elsárgult növények és a levél nélküli fák pedig zöldekké válnak és virágzani kezdenek. Augusztusban és szeptemberben gyakran esik minden nap. A karibi partvidék viszont párásabb, esősebb, ahol télen is hull csapadék.
A trópusi éghajlatot a központi hegyvidéken a magasság enyhíti. A passzátszeleknek kitett keleti (karibi) partvidék lényegesen csapadékosabb, mint a nyugati (csendes-óceáni).

### Növény- és állatvilága
Az ország keleti felén esőerdők találhatók. Ezt a partot Moszkitópartnak is hívják. Sokféle madár figyelhető meg: sas, pulyka, tukánfélék, ara papagáj, törpepapagáj. Emlősök: majmok, hangyászok, fehérfarkú szarvas, tapírfélék. Kiterjedt rezervátumokat jelöltek ki ezen a tájon. A központi hegyvidék felhőkbe burkolózó erdeiben gyakori a tölgy és a fenyő, a moha és a páfrány, valamint az orchidea. A régió erdeiben quetzalmadár, sármányfélék, kolibrifélék, szajkó és tukánfélék élnek. A Nicaragua-tóban él a világ egyetlen édesvízi cápafaja, a nicaraguai cápa.

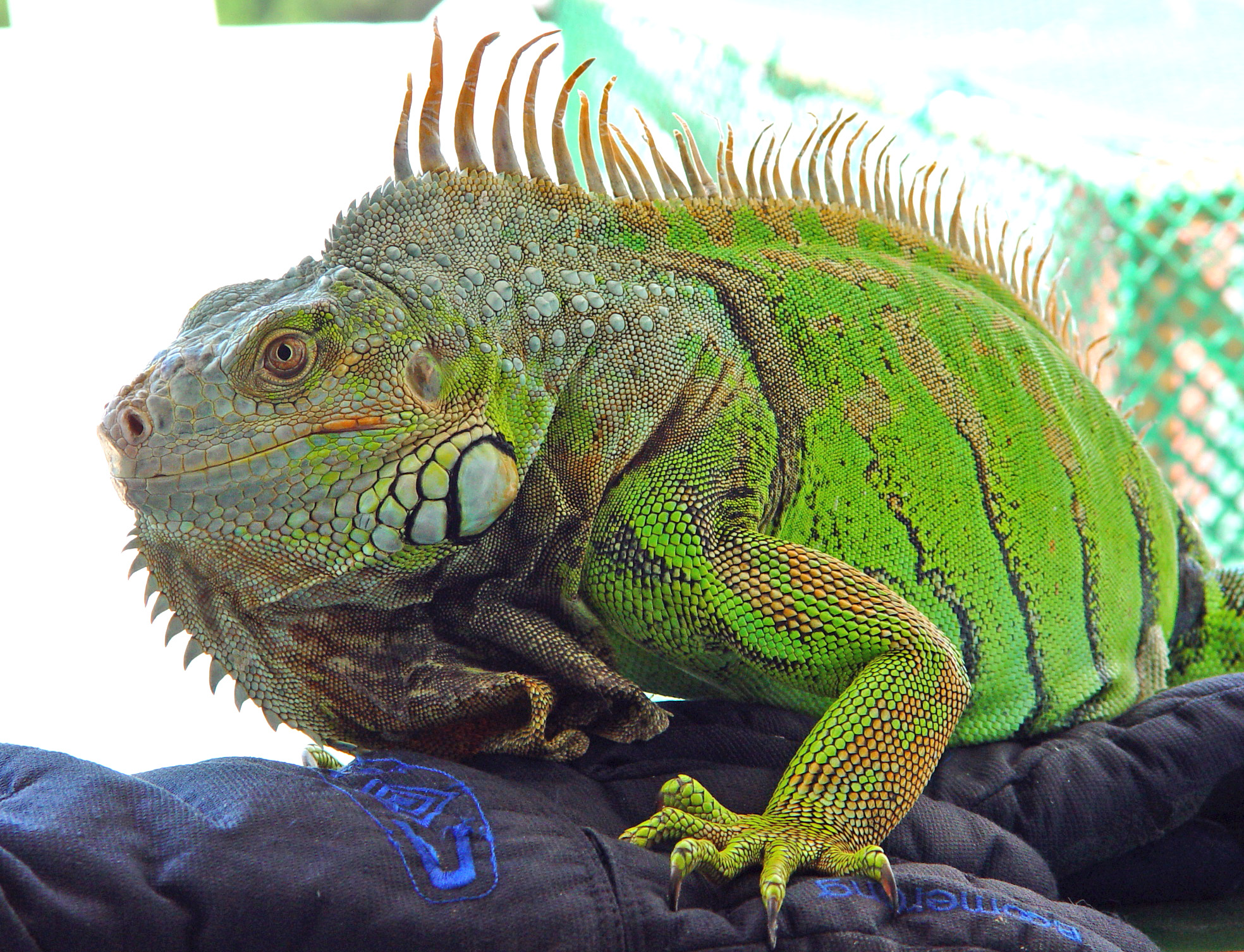
Zöld leguán
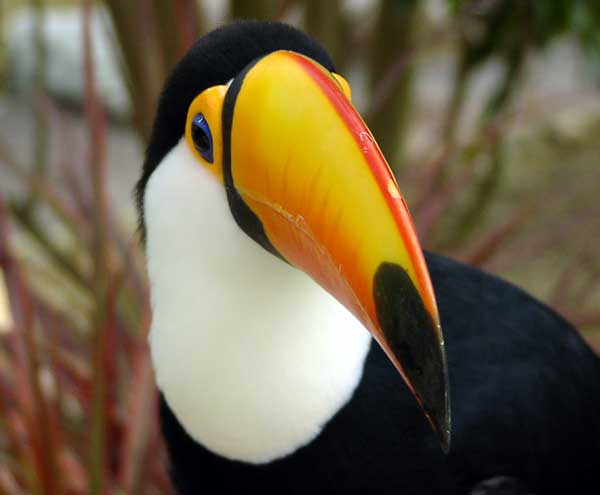
Tukán
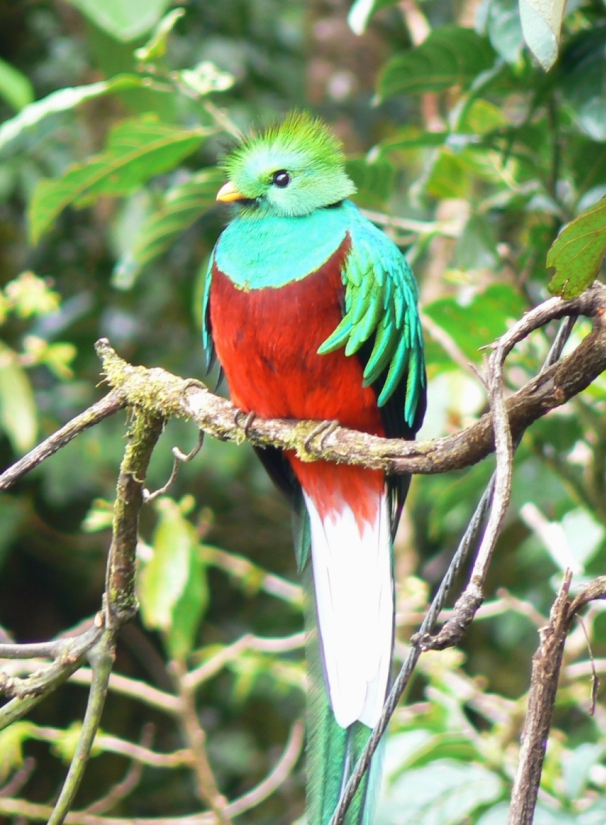
Quetzal
Jaguár
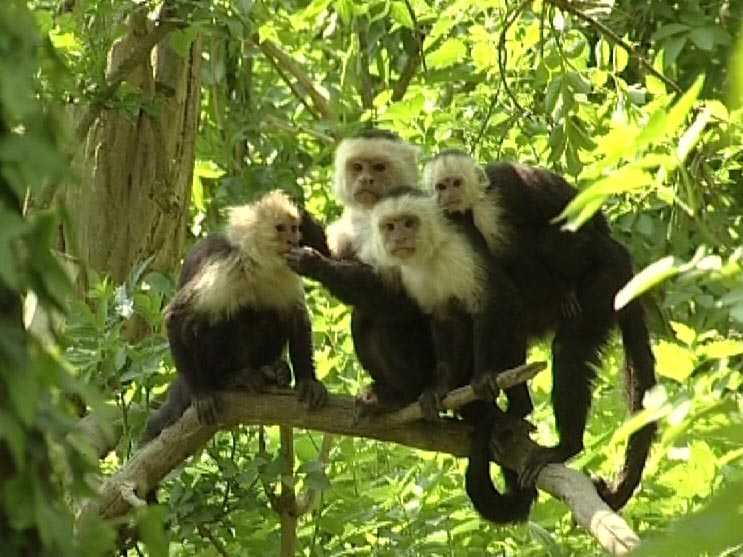
Csuklyásmajom
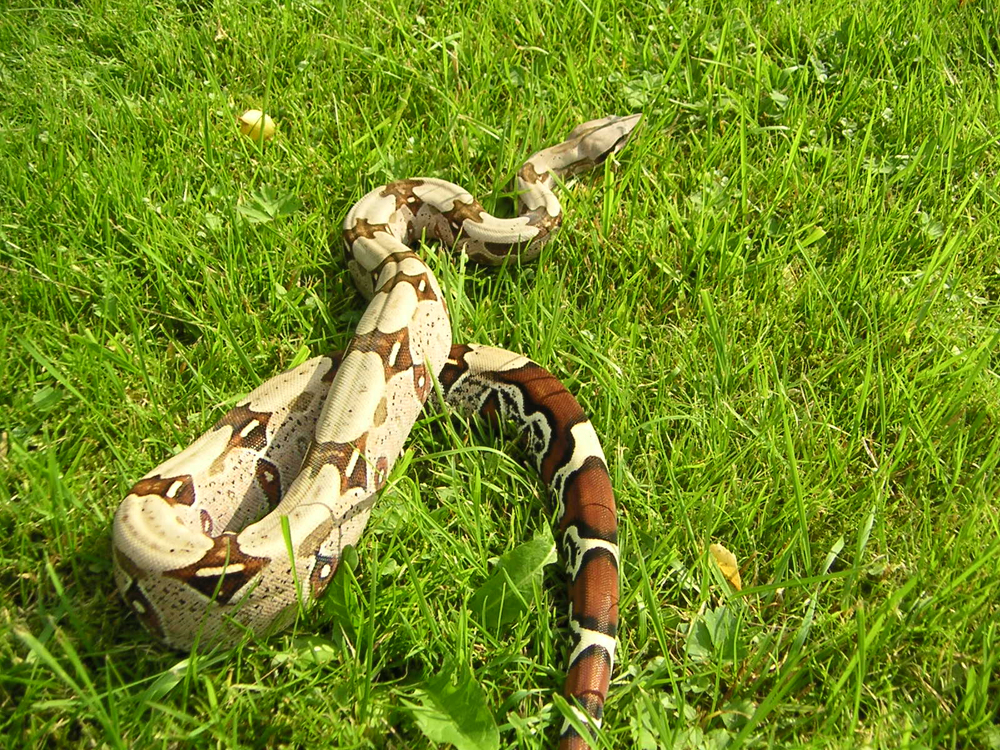
Közönséges óriáskígyó

#### Nemzeti parkok

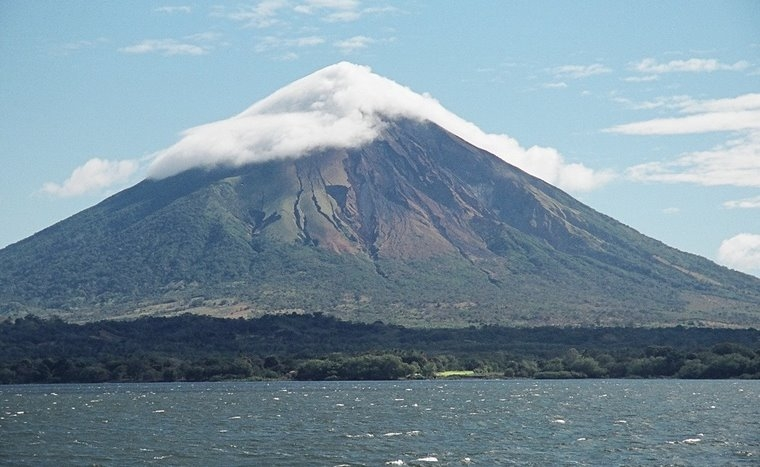
Mombacho-vulkán

Nicaraguában az állam területének ötöde védett, de egyiket sem nevezik nemzeti parknak. A legtöbb védett terület neve szerint rezervátum.
- Indio-Maíz Biológiai Rezervátum: jaguár, óriáshangyás, vadmacska védelmére.
- Los Guatuzos Állatrezervátum: a Nicaragua-tó partján fekszik. Mocsárvidék kajmánokkal.
- Mombacho Párás Erdő Rezervátum: Botanikusok álma az alvó Mombacho-vulkánon.
- Chocoyero Természetvédelmi Terület: Száraz trópusi erdő sziklás tájon.
- La Flor Állatrezervátum: A csendes-óceáni parton fekszik, teknősbékákról nevezetes.
- Juan Venado-sziget Természetvédelmi Terület: Parti mocsár, kajmán, iguana.
- Montibelli Természetvédelmi Terület: Magántulajdonban lévő park Managuában. Az csendes-óceáni partvidék jellegzetes madarai élnek benne.
- Selva Negra Párás Erdő Rezervátum: Hegyi erdő és kávéültetvény.
- El Jaguar Párás Erdő Rezervátum: 1300 méter magasságban hegyi erdő és kávéültetvény.

## Történelme

### Kolumbusz előtt
A 15. század végén Nyugat-Nicaraguát különböző bennszülött népek lakták, amelyek nyelvileg és kulturálisan a maják rokonai voltak. Kisvárosokban élő földművesek voltak, politikailag kis királyságokat alkottak. A karibi parton más bennszülött népek éltek, többnyire a csibcsák rokonai. Ők a mai Kolumbiából vándoroltak be. Letelepedett életet éltek, de gyűjtögető-vadász életmódot folytattak.

### Konkvisztádorok
1502-ben első európaiként Kolumbusz Kristóf érte el a mai Nicaraguát. Az első hódítási kísérlet Gil González Dávila spanyol konkvisztádor nevéhez fűződik, aki 1520 januárjában érkezett Panamába. Miután a termékeny nyugati völgyekben González aranyat fedezett fel, és megkezdte annak kitermelését, megtámadták a bennszülöttek Nicarao parancsnoksága alatt. González később visszatért Panamába, ahol Pedrarias Dávila kormányzó bebörtönözte, és elkobzott tőle 90 000 aranypesót.
1524-ben létesült az első állandó spanyol település. Francisco Hernández de Córdoba ekkor alapította Nicaragua két jelentős városát: elsőként a Nicaragua-tó partján Granadát, valamivel később pedig a Managua-tótól ÉNy-ra Leónt. Hatalmi harcba keveredett Pedrarias Dávilával, és végül nyilvánosan lefejezték.
A spanyolok belharcai nem akadályozták a bennszülött népesség pusztulását. 1529-re befejeződött Nicaragua meghódítása. Jópár konkvisztádor kimaradt a győztesek közül, másokat kivégeztek vagy meggyilkoltak. Pedrarias Dávila győztes volt; de elvesztette Panamát, Nicaraguába ment, bázisává Leónt építette ki. Ügyes diplomáciával elérte, hogy ő lett a gyarmat első kormányzója. A földet felosztották a konkvisztádorok között. A területnek különösen a nyugati része volt értékes. Sok bennszülöttet taszítottak rabszolgasorba, ők művelték a birtokokat. Másokat bányamunkára kényszerítettek Nicaragua északi részén. Keveset öltek meg közülük harcban, a foglyok nagy többségét rabszolgaként más újvilági spanyol gyarmatra küldték. Mindez jelentős hasznot hozott az új földbirtokos arisztokráciának. A bennszülöttek közül sokan meghaltak betegségekben és amiatt, hogy a spanyolok az általuk ellenőrzött területen nem törődtek létfeltételeik fenntartásával. Számuk három évtized alatt félmillióról néhány tízezerre csökkent.
1538-ban szervezték meg Új-Spanyolország Alkirályságot. 1570-ben Új-Spanyolország déli részén felállították a Guatemalai Főkapitányságot. Nicaragua térsége ennek része lett, székhelye León volt. 1610-ben kitört a Momotombo vulkán, elpusztította Leónt. A város északnyugaton épült újjá. Az eredeti város romokban áll. Nicaragua a Mexikói Császárság része lett, függetlenségének elnyerése után pedig 1821-ben a Közép-Amerikai Egyesült Tartományoké. Saját jogán 1838-ban lett független köztársaság.

### Majdnem folyamatos polgárháború
Nicaragua függetlenség utáni politikai életére León liberális és Granada konzervatív elitjének rivalizálása nyomta rá bélyegét. A rivalizálás gyakran torzult polgárháborúvá.
Az 1880-as években Nicaragua bevándorlási hullámot élt át, legtöbben Európából érkeztek: Németországból, Olaszországból, Spanyolországból, Franciaországból és Belgiumból érkezők fogtak üzletbe Európából hozott pénzükkel. Ők kezdeményezték a mezőgazdaságban többféle termény termesztését: kávé és cukornádültetvényeket létesítettek, azon kívül újságokat indítottak, szállodákat nyitottak, bankokat alapítottak.
1909-ben az Amerikai Egyesült Államok politikai támogatást nyújtott a Zelaya elnök ellen lázadó konzervatív erőknek. Az amerikaiak motivációi: nézeteltérések a javasolt Nicaragua-csatorna körül, az a potenciális lehetőség, hogy Nicaragua destabilizálja a térséget, Zelaya törekvése, hogy szabályozza a külföldiek hozzáférését Nicaragua természeti kincseihez. 1909-ben Zelaya parancsára kivégeztek 500 lázadót, köztük két amerikait. Erre november 18-án az Egyesült Államok hadihajókat küldött a térségbe. Az amerikai életek és javak védelmére hivatkozva a beavatkozás mellett döntött. Zelaya azon év végén lemondott. Amerikai tengerészgyalogosok szállták meg Nicaraguát 1912-től 1933-ig. 1910-től 1926-ig a konzervatív párt uralkodott Nicaraguában. A Chamorro-család, amely hosszú ideig dominálta a pártot, lényegében ellenőrizte a kormányt ebben az időben. 1914-ben aláírták a Bryan-Chamorro szerződést, amely a tervezett csatorna övezetét amerikai ellenőrzés alá helyezte, hogy megvédhessék a potenciális csatornát.
1927-től 1933-ig Augusto César Sandino tábornok partizánharcot folytatott a konzervatív rezsim és a harcokba egyre jobban belesodródó amerikai tengerészgyalogosok ellen. Végül az amerikaiak kompromisszumra kényszerültek és elhagyták az országot 1933-ban. Előtte megszervezték a Nemzeti Gárdát, amely egyesített katonai és rendőri erő volt amerikai felszereléssel. Célja az amerikai érdekek védelme volt. Élére Anastasio Somoza García került, az amerikai kormány közeli barátja. Sandino esetleges jövőbeli fegyveres ellenállásától félve Somoza találkozóra hívta őt Managuába, ahol 1934. február 21-én meggyilkolta Sandinót a Nemzeti Gárda. Később férfiak, nők és gyermekek ezreit végezték ki. 1937. január 1-jén manipulált választások után Somoza nyíltan is kezébe vette a hatalmat: elnök lett. A Somoza család meghatározó befolyást gyakorolt fél évszázad nicaraguai történelmére.

### Somoza-dinasztia
Nicaragua volt az első ország, amely ratifikálta az Egyesült Nemzetek Szervezete alapokmányát, és hadat üzent Németországnak a II. világháborúban. Nicaragua nem küldött csapatokat a háborúba, de elkobozta a német eredetű nicaraguaiak vagyonát. Legismertebb ezek közül a Montelimar birtok, amely ma magántulajdonban lévő luxusüdülő és kaszinó.
Apja halála után a diktátor legidősebb fiát, Luis Somoza Debaylet nevezte ki elnökké a Kongresszus. Ő valamivel mérsékeltebb eszközöket használt, de csak néhány évig volt hatalmon, szívroham végzett vele. Ezután Rene Schick lett az elnök, aki a legtöbb nicaraguai szemében a Somoza-család bábja volt. Ebben az időben a Nemzeti Gárda élén Anastasio Somoza Debayle állt és gyakorlatilag ő volt az ország ura. Schick után hivatalosan is Anastasio Somoza Debayle lett az elnök.
Nicaragua jelentős gazdasági növekedést élt át az 1960-as és 1970-es években az iparosítás következtében, és politikai instabilitása ellenére Közép-Amerika egyik legfejlettebb országává vált. Stabil és gyorsan növekvő gazdasága vonzotta a külföldi beruházókat, különösen az amerikai nagyvállalatokat: a Citigroup, Sears, Westinghouse, Coca-Cola jelentős befektetéseket eszközölt az országban.
1972-ben a fővárost, Managuát erős földrengés rázta meg, közel 90%-a összeomlott, jelentős volt a veszteség emberéletben. Nicaraguai történészek szerint az 1972-es földrengéssel, Managua pusztulásával kezdődtek a Somozák végnapjai. 
A gazdasági elit kelletlenül támogatta Somozát, aki monopóliumot szerzett az építőiparban, amelynek kulcsszerepe volt az újjáépítésben, a hasznot pedig nem osztotta meg támogatóival. A Somoza-dinasztia utolsó két évében nőtt a feszültség, lassan terjedt a kormányellenes felkelés.
A sandinista felkelők 1979 júliusában jutottak hatalomra. A lakosság nagy része támogatta őket, azonkívül a katolikus egyház bizonyos körei, és a külföldi kormányok egy részének támogatását élvezték. Somoza elmenekült az országból. Paraguayban 1980 szeptemberében meggyilkolták.

### Sandinisták és kontrák
A sandinisták romokban lévő országot örököltek. Az államadósság 1,6 milliárd amerikai dollár volt, a becslések szerint 50 000 háborús halott, 600 000 otthontalan sorsával kellett szembenézniük, a gazdaság infrastruktúrája leromlott.
1981-ben hivatalba lépett Ronald Reagan amerikai elnök. Megítélése szerint a sandinisták Kubához csatlakozva támogatják a marxista forradalmi mozgalmakat a többi latin-amerikai államban. Ezért felhatalmazta a CIA-t a sandinisták ellen lázadók - a kontrák - pénzügyi támogatására, felfegyverzésére és kiképzésére. A kontrák műveleteiket a szomszédos országokban lévő táboraikból indították: északon Hondurasból és délen Costa Ricából. Partizánháborút folytattak, gazdasági szabotázzsal nehezítették a kormány tevékenységét és elaknásították Corinto kikötőt. Az Egyesült Államok gazdasági nyomást gyakorolt a sandinistákra, a Reagan-kormányzat teljes kereskedelmi embargót hirdetett.
1983-ban az amerikai Kongresszus megtiltotta a kontrák pénzügyi támogatását, de a Reagan-adminisztráció tovább támogatta őket. Titokban fegyvereket és fegyveralkatrészeket adott el Iránnak, majd a befolyt összeget rejtett csatornákon a kontráknak továbbította. Amikor a módszer napvilágra került, Reagan azt állította, nem tudott az akcióról, de az elnök több magas rangú embere elvesztette az állását, és volt, aki bíróság elé került, néhányan pedig börtönbüntetést is kaptak az akció, illetve annak eltitkolása miatt. Vannak bizonyítékok arra, hogy a kontrák kábítószer-kereskedelemből is finanszírozták tevékenységüket és az őket támogató amerikai tisztviselők tudtak erről.

### Sandinisták és más demokratikus pártok
1990-ben többpárti demokratikus választásokat tartottak, amelyen vereséget szenvedtek a sandinisták az antisandinista koalíciótól, amely átfogta a teljes politikai palettát. A koalíció vezetője Violeta Chamorro volt. A vereség megrázta a sandinistákat. A választások előtti közvélemény-kutatások a sandinisták fölényes győzelmét jósolták, a választási kampányban sok százezer ember ünnepelte őket.
Az exit poll eredmények ismeretében Daniel Ortega kijelentette, hogy a választási eredményt valósnak ismeri el, meghajlik a nép akarata előtt, és lemond a választások után. De Ortega "alulról" kívánt kormányozni, más szóval az intézmények sandinista párt általi ellenőrzésével, sandinista egyének szerepvállalásával kormányzati szervekben továbbra is kezében kívánta tartani a valóságos hatalmat anélkül, hogy elnök lenne.
Chamorro romokban lévő gazdaságot vett át. Nicaragua egy főre jutó jövedelme 80%-kal csökkent a nyolcvanas évek folyamán, a sandinista kormány kontrák elleni háborúja pénzügyi és társadalmi költségei következtében óriási államadósság, 12 milliárd dollár halmozódott fel. Az amerikai kormány és a kontrák követelése ellenére Chamorro nem szerelte le a Sandinista Néphadsereget, bár nevét megváltoztatták Nicaraguai Hadseregre. Chamorro fő törekvése az ország északi és középső részén tevékenykedő fegyveres csoportok leszerelése volt. Miattuk a következő tíz évben sem volt stabil ország.
1996-ban, a következő választásokon Daniel Ortega és a sandinisták ismét vereséget szenvedtek, ekkor Arnoldo Alemán Alkotmányos Liberális Pártjától (PLC).
A 2001-es választásokon a PLC ismét vereséget mért a sandinistákra, Enrique Bolaños lett az elnök. Ezt követően Bolaños elnök azonnal vizsgálatot indított Alemán korábbi elnök pénzmosási és korrupciós ügyeiben. Az egykori elnököt 20 évi börtönre ítélték. Az Alemánhoz hű liberális képviselők dühödten reagáltak a kongresszusban és a sandinista képviselőkkel együtt megnyirbálták az elnök és a miniszterek jogkörét.
Amikor viszont Bolaños elnököt az amerikai külügyminiszter, Colin Powell a sandinistáktól való távolságtartásra szólította fel, a sandinisták felsorakoztak mögé.
2006. november 5-én képviselő- és elnökválasztást tartottak, és a sandinista Daniel Ortega ismét elnök lett a szavazatok 37,99%-ával. Bolaños 2007 januárjában adta át hivatalát az új kormánynak.

## Államszervezet és közigazgatás

### Alkotmány, államforma
Az állam elnöki rendszerű köztársaság. Alkotmánya 1987 óta van érvényben.
A nemzetgyűlés (Asamblea Nacional) 93 képviselőből áll, akiket 5 évre választanak meg közvetlenül. Az elnököt is ugyanígy választják.

### Törvényhozás, végrehajtás, igazságszolgáltatás
Enrique Bolaños Geyer a Liberális Alkotmány Párt (Partido Liberal Constitucionalista) jelöltjeként 2002. január 10-én győzött az elnökválasztáson. 2007-ben ellenfele, Daniel Ortega, a Sandinista Párt vezetője kiszorította őt a hatalomból, ismét ő lett az ország köztársasági elnöke.

### Jogállamiság
A sandinista vezető, Daniel Ortega 2006-os megválasztása a demokrácia hanyatlásának időszakát indította el, az ország a 2020-as évek elején, már jó ideje autokrácia.
A Freedom House 2023-as jelentése az országot a »nem szabad« kategóriába sorolta.

### Közigazgatási beosztás
Az országban 15 megye (departamento) és 2 autonóm régió (región autonomista) van, melyek a következők:
1. Boaco
2. Carazo
3. Chinandega
4. Chontales
5. Estelí
6. Granada
7. Jinotega
8. León
9. Madriz
10. Managua
11. Masaya
12. Matagalpa
13. Nueva Segovia
14. Rivas
15. Río San Juan

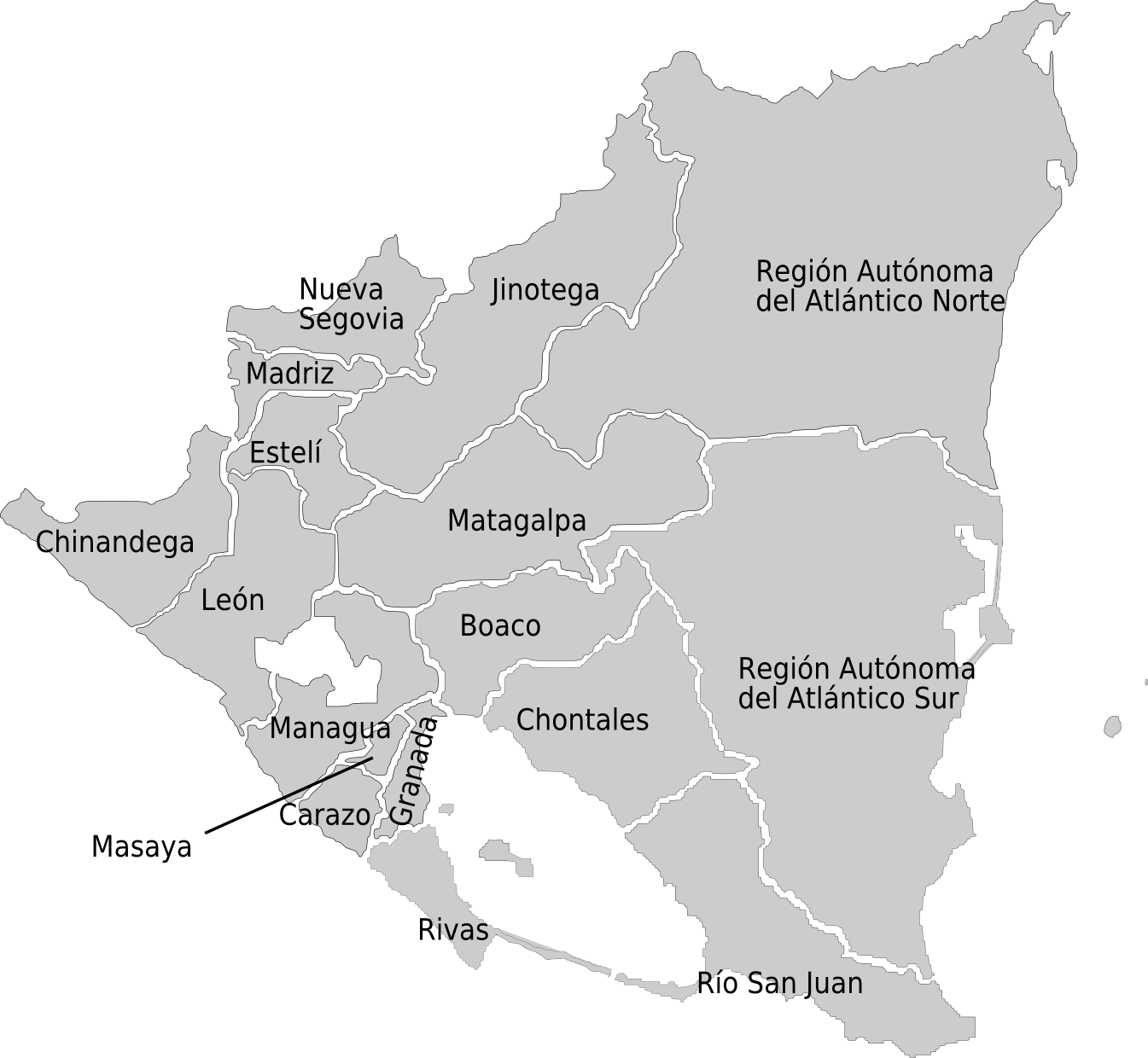
Nicaragua közigazgatási felosztása

16. Región Autónoma del Atlántico Norte (Atlántico Norte autonóm régió)
17. Región Autónoma del Atlántico Sur (Atlántico Sur autonóm régió)

### Politikai pártok

#### Az elnök pártjai
- Liberális Alkotmány Párt (Partido Liberal Constitucionalista, PLC)
- Nicaraguai Liberális Szövetség (Alianza Liberal Nicaragüense, ALN)
- Sandinista Nemzeti Liberális Front (Frente Sandinista de Liberación Nacional, FSLN)
- Sandinista Fejlődés Mozgalom (Movimiento Renovador Sandinista, MRS)

#### Egyéb pártok
- Közép-Amerikai Unionista Párt (PUCA)
- Nicaraguai Kommunista Párt (PCdeN)
- Kereszténydemokrata Unió (UDC)
- Keresztény Egység Mozgalom (MUC)
- Konzervatív Párt (PC)
- Nagy Liberális Unió (GUL)
- Független Liberális Párt (PLI)

## Népesség
Az ország népessége 6,2 millió fő volt 2017-ben.

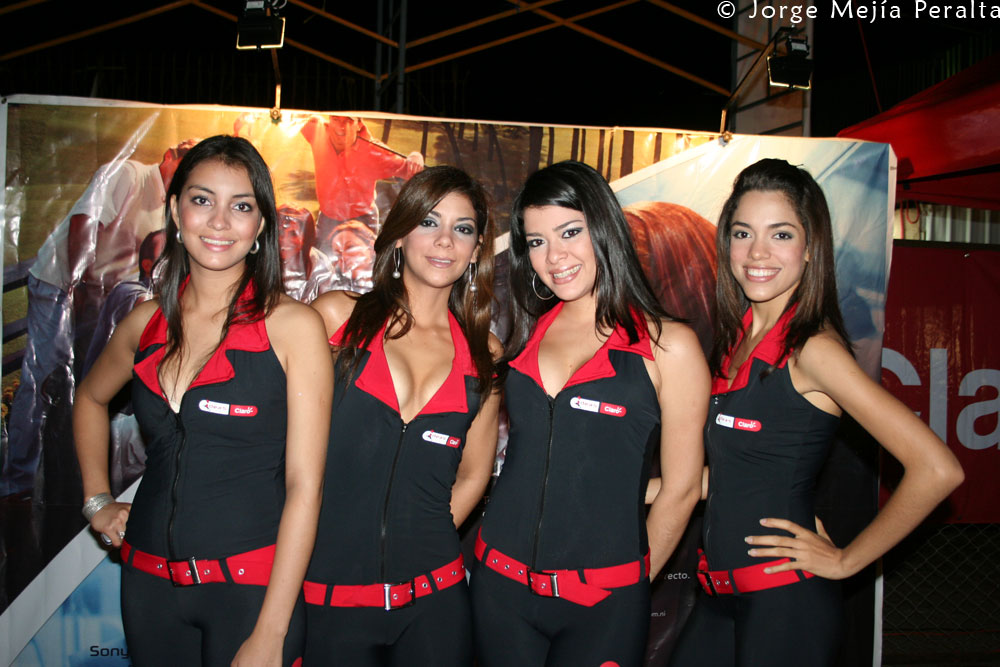
Nicaraguai lányok egy koncerten

Fővárosa Managua. A városban mintegy 1 millió, ez elővárosokkal együtt kb. 1,7 millió fő él.

### Népességének változása
| Lakosok száma | 501 849 | 1 535 588 | 2 327 542 | 2 885 281 | 3 529 935 | 4 045 623 | 4 756 631 | 5 317 878 | 5 743 329 | 7 005 764 |
|               | 1906    | 1963      | 1969      | 1976      | 1983      | 1989      | 1996      | 2003      | 2009      | 2025      |

### Nyelvi, etnikai összetétel
Az országban a hivatalos nyelv a spanyol. A karibi-partvidéken az angolt is, valamint több őslakos nyelvet is beszélnek.
A lakosság megosztása népcsoportok szerint: mesztic 69%, fehér 17%, fekete 9%, bennszülött 5%.

### Vallási összetétel
A 2010-es évek adatai alapján a lakosság 44 %-a római katolikus, 38 %-a protestáns, a maradék nem vallásos vagy egyéb vallású.

### Szociális rendszer
Az országban a születéskor várható élettartam a férfiaknál 68 év, a nőknél 72 év. A népességnövekedés 2,03%-os. Az ország lakosságának 32,5%-a írástudatlan.
Nicaragua Amerika egyik legszegényebb állama.

## Gazdasága

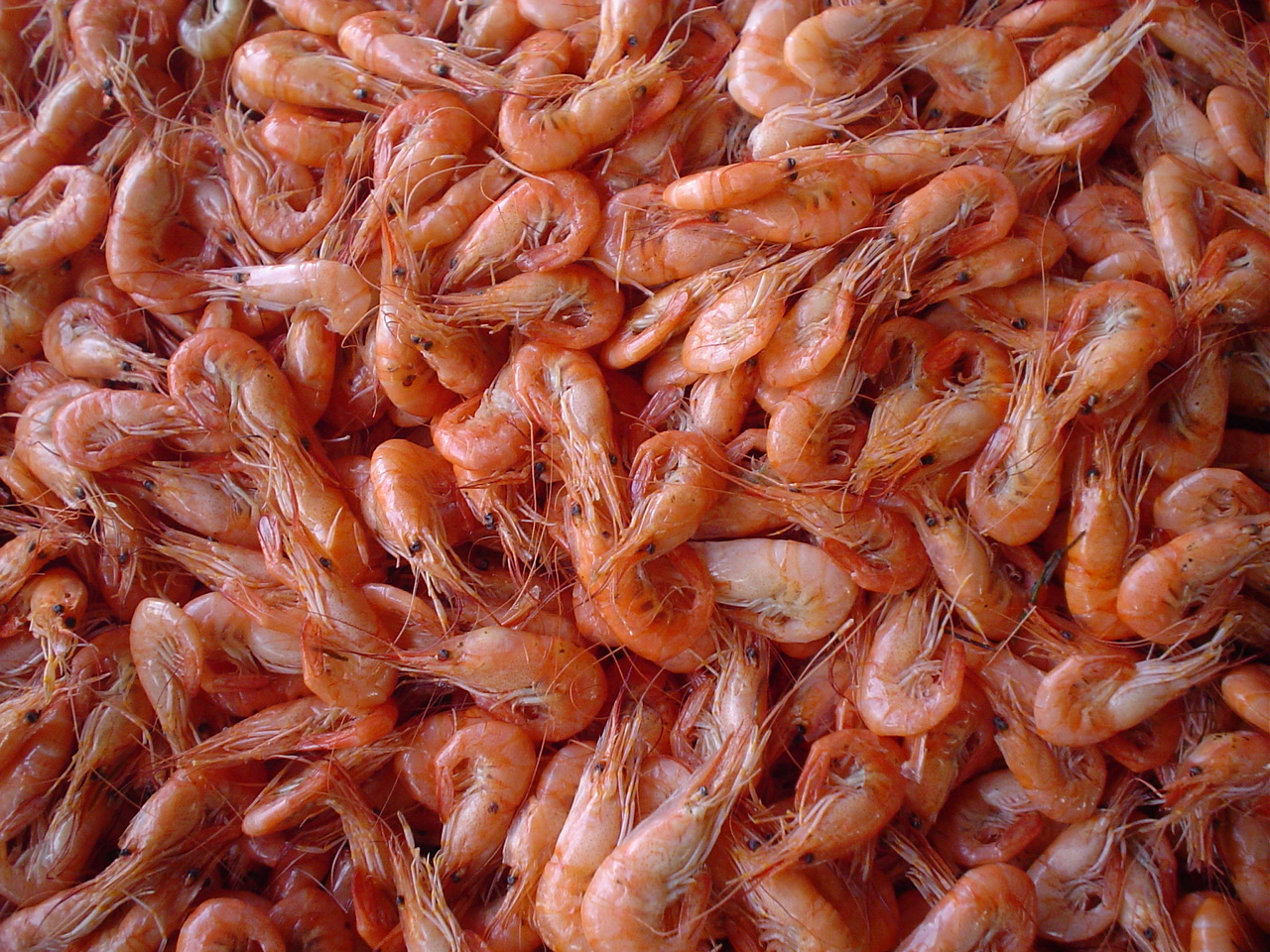
A garnélarák az egyik fő exportcikk

### Általános adatok
Közép-Amerika egyik legszegényebb országa. Magas az alulfoglalkoztatottság.
A munkaerő megoszlása 2011-ben: mezőgazdaság: 31%, ipar: 18%, szolgáltatások: 50%.
A GDP megoszlása 2014-ben: mezőgazdaság: 14,9%, ipar: 28,8%, szolgáltatások: 56,4% 
Fő gazdasági ágazatok: mezőgazdaság, élelmiszer-feldolgozás, erdőgazdálkodás, bányászat, halászat.

### Szektorai

#### Mezőgazdaság
Mezőgazdasági ország, melynek legfontosabb nyersanyagai: kávé, banán, cukornád, kakaóbab, rizs, kukorica, dohány, szezám, szója, bab; továbbá a marha-, borjú-, sertés-, baromfi, tejtermékek; garnélarák, homár.

#### Ipar
Ásványkincsekben (arany, ezüst) bővelkedő ország.
Iparának főbb ágazatai: az élelmiszer-feldolgozás, vegyi anyagok gyártása, gépek és fémtermékek, kötött és szövött ruházat, a kőolaj-finomítás, italgyártás, lábbelik készítése, faipar, elektromos kábelkötegek gyártása és a bányászat.

#### Kereskedelem
Főbb áruk:
- Exporttermékek: kávé, marha, arany, cukor, mogyoró, rák és homár, dohány, szivar, kábelkötegek, textil, ruházat, pamut
- Importtermékek: fogyasztási cikkek, gépek és berendezések, alapanyagok, kőolajtermékek, közszükségleti cikkek.

Legfontosabb külkereskedelmi partnerek 2017-ben:
- Export:  USA 44,2%, El Salvador 6,4%, Venezuela 5,5%, Costa Rica 5,5%
- Import:  USA 20,8%,  Kína 14,3%,  Mexikó 11,1%, Costa Rica 7,9%, Guatemala 7%, El Salvador 5,6%

## Közlekedés

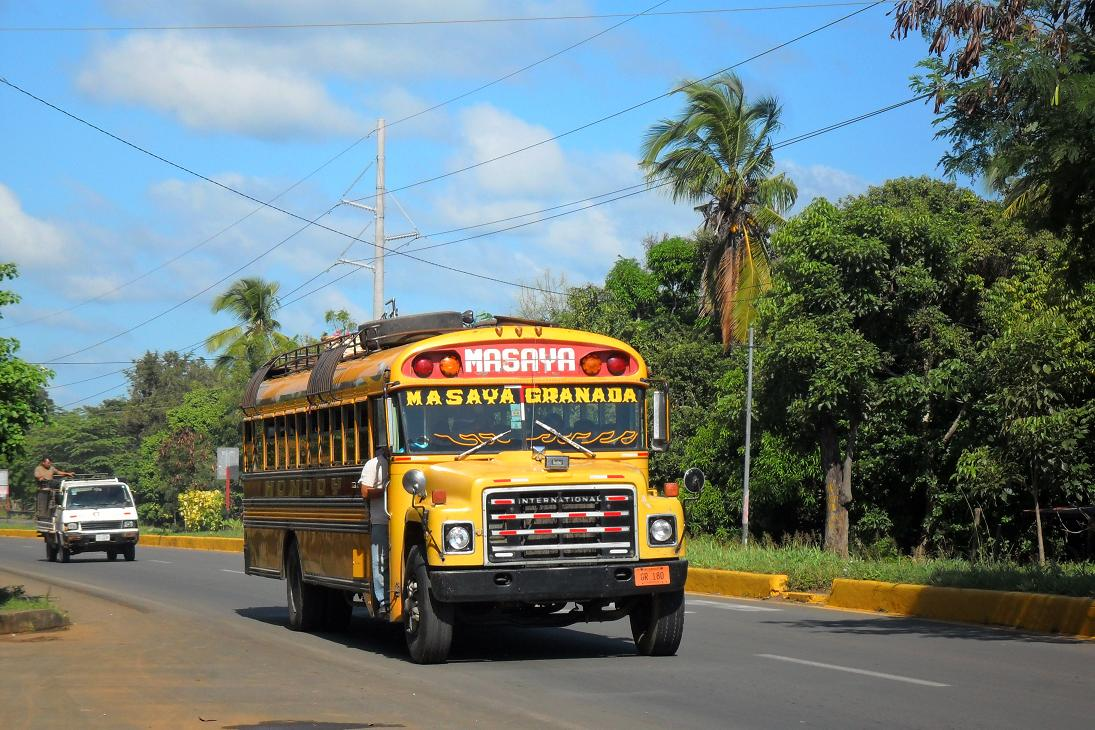
Távolsági busz a Managua-Granada főúton

Az országban 262 km a vasúthálózat hossza. A közúthálózat teljes hossza 19 032 km.

### Légi
A repülőterek szám a 2010-es években 147, ebből 12 burkolt kifutópályájú.

### Vízi
Fő tengeri kikötők:
- Bluefields,
- Corinto

## Telekommunikáció
| Hívójel prefix | HT, H6-H7, YN |
| ITU zóna       | 11            |
| CQ zóna        | 7             |

## Kultúra
Nicaragua gazdag kulturális hagyományokkal rendelkezik. Az ország nyugati része kulturálisan hasonlít más latin-amerikai spanyol ajkú országokra. Népi hagyományai a kézművességben (kerámia, textíliák, fa- és bőrmunkák), a vallási szertartásokban és a zenében (corridos) fejeződnek ki. A keleti (Karibi-) tengerpart azonban afro-karibi hangulatú, hasonlóan a régió többi volt brit gyarmatához.

### Kulturális intézmények
Az UNESCO által elismerten a világ kulturális örökségének része León Viejo romváros. León Nicaragua első székhelye volt a gyarmati korban, földrengés rombolta le, de impozáns romok maradtak.

### Művészetek
- Építészet
- Képzőművészetek
- Irodalom
- Filmművészet
- Zene

### Illemtan - szokások
- A személyes tér Nicaraguában meglehetősen kicsi. Ha valaki megpróbál eltávolodni a másiktól, az illetőt közömbösnek és tartózkodónak fogják tartani.
- A helyiek beszélgetés közben sokat mosolyognak és egymás szemébe néznek. Tőlünk ugyanezt várják el.
- Ha idősebb személy lép a helyiségbe, a fiatalok felállnak.
- A személyes tulajdonságra vonatkozó bókok szívesebb fogadtatásra lelnek, mint a vagyon méltatása.
- Vendégségbe illik kisebb ajándékot vinni (pl. édességet, virágot). Dicsérjük meg a háziasszonyt, aki az ennivalót készítette.
- Társalgás során kerüljük a faji kérdésekkel, vallással, a politikával és a gazdasági helyzettel kapcsolatos témákat.
- Tájékozódjunk az ország történelméről és kultúrájáról. Érdeklődésünk kedvező benyomást tesz, akárcsak az, hogy spanyolul próbálunk beszélni.
- Kerüljük az ujjal vagy lábbal való mutogatást.
- Ne beszéljünk az USA-ról úgy, hogy Amerika, ez bántó az itteni lakosokra nézve, hiszen Nicaragua is ugyanazon földrészen található.

### Gasztronómia
Szomszédaihoz hasonlóan az ételek fő alapanyaga a rizs, kukorica és a bab. Tipikus kisvendéglői étel az arroz con pollo (rizses csirke).

## Turizmus

### Főbb látnivalók
- León
- Granada
- a vulkánok
- Ometepe szigete a Nicaragua-tóban
- Las Islas del Maíz (Corn Islands), a karib-tengeri szigetek (70 km-re a parttól)
- Reserva Natural Laguna de Apoyo (Apoyo Lagoon Natural Reserve) természetvédelmi terület Granada közelében
- A szörfösök között népszerű San Juan del Sur a Csendes-óceáni parton

## Ünnepnapok
- január 1.: újév
- február 1.: a hősök napja
- május 1.: a munka ünnepe
- május: a katonák napja
- július 19.: a szabadság napja
- augusztus 1.: Santo Domingo de Guzman ünnepe (helyi szent)
- szeptember 14.: San Jacintó-i csata emléke (1856)
- szeptember 15.: a függetlenség napja (1821)
- december 25.: karácsony
- december 31.: szilveszter

## Sport
Az országban a baseball népszerűbb, mint a labdarúgás.